# Christian Ludvig von Plessen

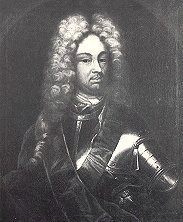
Christian Ludvig von Plessen.

Christian Ludvig von Plessen, född den 10 december 1676 i Schwerin, död den 30 augusti 1752 i Köpenhamn, var en dansk ämbetsman. Han var son till Christian Siegfried von Plessen. 
Plessen var 1702–1705 stiftsamtman över Aarhus stift och fick 1720 titeln geheimeråd. Han upptogs 1725 i geheimekonseljen, användes mest i utrikesärenden och var en synnerligen skicklig ämbetsman. År 1730 jämväl utnämnd till generaldirektör för finanserna och handelsväsendet, visade han lika stor skicklighet i denna egenskap, men hans självständighet och brist på smidighet, jämte hans motstånd mot kungens svärmors inflytande, framkallade hans avsked 1734.  Liksom sin bror Carl Adolph tillhörde han landets rikaste godsägare.